# Pontski jezik
Pontski jezik (ISO 639-3: pnt) jest helenski jezik kojim danas govori preko 320 000 Pontskih Grka, od čega oko 200 000 u Grčkoj (2001 Johnstone and Mandryk) i oko 4500 na području sjeveroistočne Turske. Pontski jezik nerazumljiv je onima koji govore grčki, a mlađe osobe u novije doba kao prvi jezik rabe grčki. Pontski jezik pripada atičkoj skupini helenskih jezika. 

## Vanjske poveznice
- Ethnologue (14th)
- Ethnologue (15th)